# Atlantic (sang)
 For alternative betydninger, se Atlantic. (Se også artikler, som begynder med Atlantic)
"Atlantic" er en sang fremført og komponeret af det engelske alternative rockband Keane, som er indeholdt på bandets andet studiealbum Under the Iron Sea som åbningsnummer. Albummets cover er den illustration, der repræsenterer sangen i CD+DVD-udgavens bog.
Sangen fik sin offentlige premiere ved en hemmelig koncert i London 5. april 2006.
Den blev officielt udgivet 24. april 2006 som den første single fra albummet, først udelukkende som download i form af en musikvideo og senere som en 7" vinylplade trykt i kun 1000 eksemplarer. Denne er til dato den eneste Keane-single med kun ét nummer på sporlisten. Videoen blev kun præsenteret i Europa.

## Sporliste

### iTunes-video
1. "Atlantic"
  - Video-versionen er længere end udgaven på albummet, idet den indeholder slutningen af en sang fra samme album, The Iron Sea, såvel som en udvidet intro. Irvine Welsh, forfatter til romanen Trainspotting, instruerede videoen, der er filmet i sort-hvid på en fjern strand i Sussex, og som ikke viser bandet.

### UK 7"-vinyl
1. "Atlantic"
  - En speciel enkelt-sidet limited edition 7" på kun 1000 kopier blev udgivet og sendt til medlemmer af et forum. Singlen kom i en speciel boks designet til at indeholde de resterende singler fra Under the Iron Sea-æraen (tilsvarende den, der blev udgivet med "The Sun Ain't Gonna Shine Anymore")